# Thanatus maculatus
Thanatus maculatus är en spindelart som beskrevs av Eugen von Keyserling 1880. Thanatus maculatus ingår i släktet Thanatus och familjen snabblöparspindlar.
Artens utbredningsområde är Peru. Inga underarter finns listade i Catalogue of Life.